# 津市立川口小学校
津市立川口小学校（つしりつ かわぐちしょうがっこう）は、三重県津市白山町川口にある公立小学校。

## 沿革
- 1872年（明治5年）2月 - 川口学校として誕生し、上・下川口に各一校開校する。
- 1879年（明治12年）11月 - 上・下川口2校を合併し、校舎を新築し、川口村立修斉学校と改称する。
- 1887年（明治20年） - 川口尋常小学校と改称する。
- 1894年（明治27年）3月 - 高等科を併設し、川口尋常高等小学校と改称する。
- 1900年（明治33年）5月15日 - 校地を現在の位置に移し、新校舎を建築する。この落成式の日を記念日とし、創立記念日を5月15日とする。
- 1908年（明治41年）4月 - 尋常科6ヵ年に高等科2ヵ年を併設する。
- 1941年（昭和16年）4月 - 一志郡川口村国民学校と改称する。
- 1947年（昭和22年）7月 - 一志郡川口村立川口小学校と改称する。
- 1955年（昭和30年）3月 - 町村合併により、白山町立川口小学校と改称する。
- 1961年（昭和36年）1月 - 味噌汁給食を実施する。
- 1962年（昭和37年）2月 - 校歌を制定する。
- 1977年（昭和52年）7月 - プールが完成する。
- 1979年（昭和54年）5月 - 新校舎竣工式が行われる。
- 1984年（昭和59年）10月 - 川口児童屋内体育館が完成する。
- 1989年（平成元年）3月 - 学級園を造成する。
- 1991年（平成3年）8月 - うさぎ飼育小屋が完成する。
- 1996年（平成8年）1月 - コンピュータを視聴覚室に配置する。
- 1999年（平成11年）3月 - 県道の改修に伴い、運動場東拡幅整備、正門設置、体育館前駐車場を整備する。大型遊具を移設し、ブランコを設置する。
- 2002年（平成14年）11月 - 学校前の県道に信号機が設置される。
- 2005年（平成17年）2月 - 運動場西側フェンス・スロープ・花壇を設置する。
- 2006年（平成18年）
  - 1月1日 - 白山町が津市と統合したのに伴い、津市立川口小学校に改称。
  - 6月 - 北校舎外周フェンス及び北出入口門扉設置。
- 2010年（平成22年）
  - 1月 - すべり台が設置される（これに併せてコンビネーション遊具を撤去）。
  - 6月 - 国立大学法人大阪教育大学と連携した人権教育の創造がはじまる。
- 2011年（平成23年）
  - 1月 - 老朽化によりうさぎ小屋・禽舎（）を撤去し、跡地を学級園として造成する。
  - 8月 ｰ 雲梯（）が設置される。
- 2012年（平成24年）
  - 5月 ｰ 区長会よりアジサイとサツキが提供され、老人クラブにより運動場に移植される。
  - 11月 ｰ 文部科学省委託人権教育総合推進地域事業を受け、研究発表会を行う。
- 2013年（平成25年）8月 ｰ 県内外に呼びかけ本校における人権総合学習実践報告会を開催する。
- 2014年（平成26年）
  - 3月 ｰ 一志地区小学校統廃合に伴い、波瀬小学校よりグランドピアノを譲り受ける。
  - 6月 ｰ 土曜授業を開始する。

## 周辺
- 津市立白山中学校
- 津市白山庁舎
- 津市白山市民会館
- 白山ヴィレッジゴルフ倶楽部

## 交通アクセス
- 東海旅客鉄道（JR東海）名松線 関ノ宮駅から東へ約1.1km。
- 三重交通 （竹原行き） 辻屋前バス停から徒歩1分。
- 三重県道15号久居美杉線の北側に沿う。